# Ziegenlippe
Die Ziegenlippe oder der Filzige Röhrling (Xerocomus subtomentosus, Syn.: Boletus subtomentosus) ist ein essbarer Pilz aus der Familie der Dickröhrlingsverwandten (Boletaceae). Einige Autoren ordnen die Art auch der Gattung Dickröhrlinge (Boletus) zu.

## Merkmale

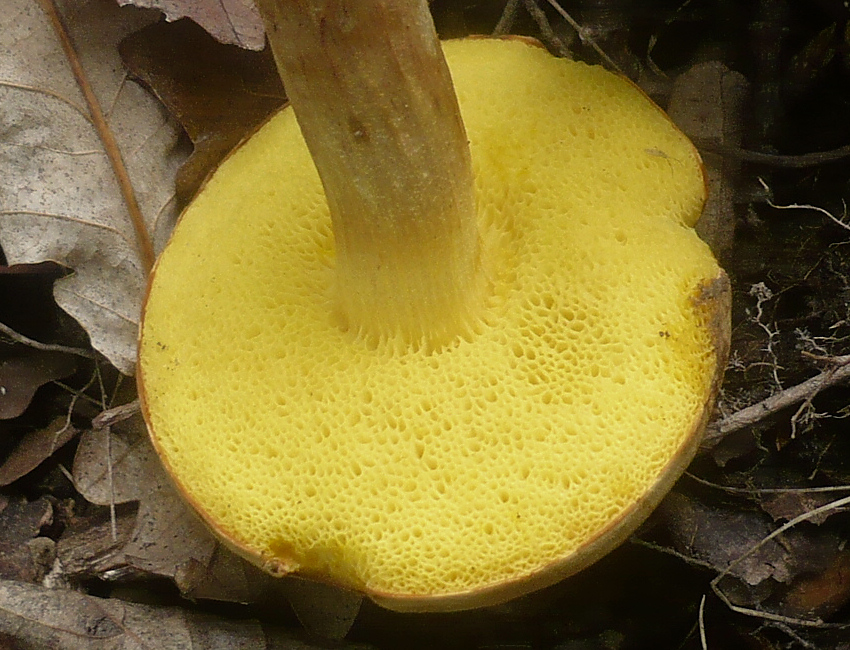
Die Röhren und Röhrenmündungen der Ziegenlippe sind intensiv gelb gefärbt.

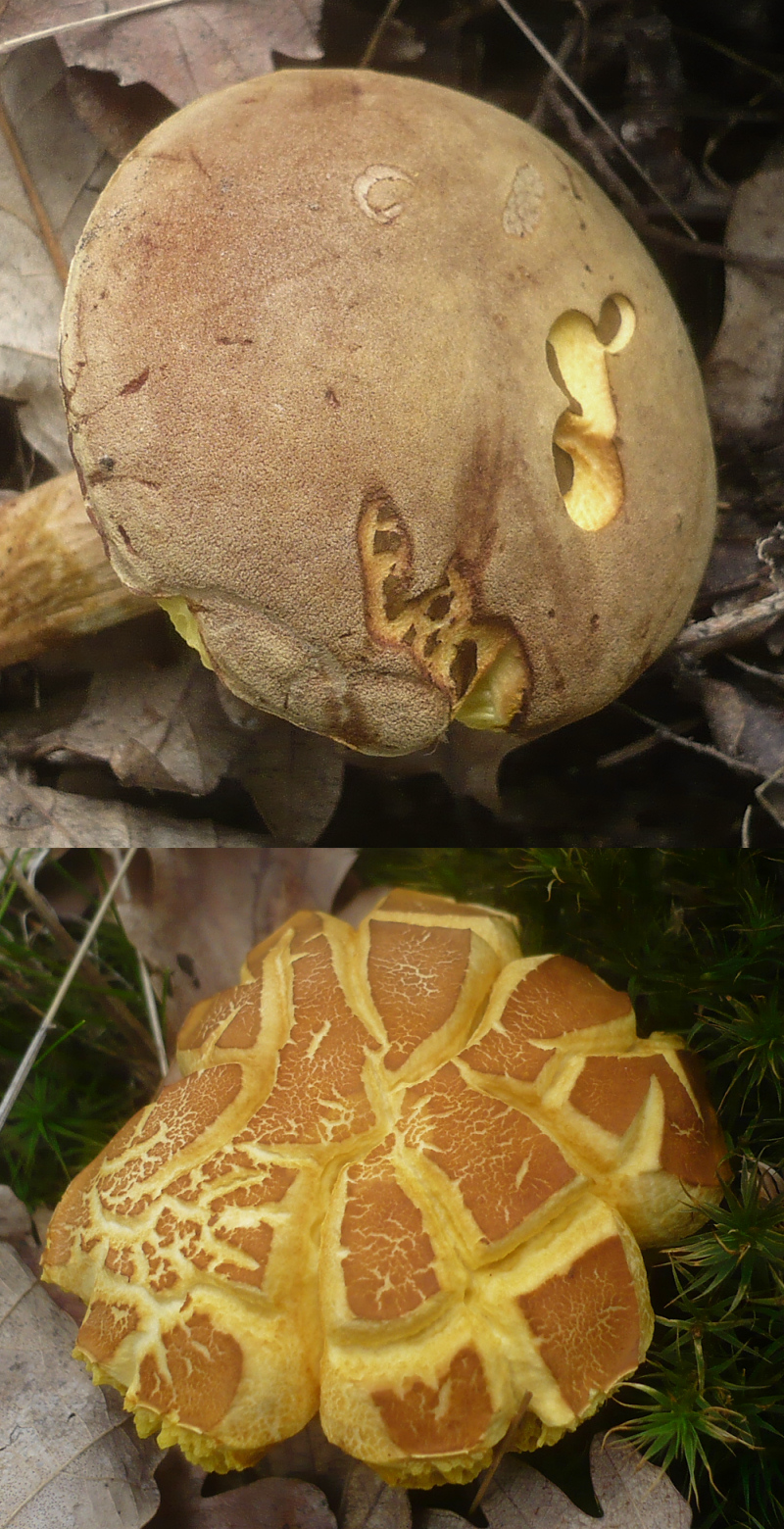
Die typisch filzige Huthaut eines frischen Fruchtkörpers (oben) und die felderig aufgerissene Oberfläche eines trockengeschädigten Fruchtkörpers (unten)

### Makroskopische Merkmale
Der Hut ist polsterförmig, im Alter verflacht er etwas, wird aber nie völlig flach. Er erreicht einen Durchmesser zwischen drei und zehn Zentimetern. Die Färbung ist sehr variabel. Sie reicht von gelb- über grünlich- bis bräunlicholiv; auch braungelbe oder dunkel olivbräunliche Töne kommen vor. Junge Exemplare sind bereits relativ dunkel und verblassen später nur wenig. Die Oberfläche ist anfangs oliv-gelb bereift und bleibt lange samtig-filzig. Die Huthaut reißt kaum auf.
Die Röhren sind leuchtend goldgelb gefärbt, erst im Alter sind sie etwas grünlichgelb getönt. Zu Beginn sind sie recht klein, im Alter können sie bis zu zwei Millimeter weit werden. Druckstellen laufen blau an. Das Sporenpulver ist olivbraun gefärbt.
Der Stiel wird drei bis acht Zentimeter lang und zwischen 0,5 und 2 Zentimeter dick. Er ist schlank bis robust gebaut und zylindrisch geformt, kann aber an der Basis etwas verdickt sein. Die Färbung reicht von hellgelb bis blass bräunlichgelb. Im mittleren bis oberen Teil ist er oft bräunlich oder rötlich überhaucht. Im oberen Teil sind oft bräunliche Linien auf der Oberfläche zu erkennen, die auch ein Netzmuster bilden können; sie werden durch Flocken oder Adern gebildet. Selten ist der Stiel ganz glatt. Das Myzel an der Basis ist weißlich bis blassgelb gefärbt.
Das Fleisch (Trama) ist hellgelb. Im Stiel wird die Färbung nach unten hin kräftiger oder ockergelb bis braunrötlich. Es verfärbt sich bei Verletzung kaum; selten wird es deutlich blau. Das Fleisch besitzt keinen bestimmten Geruch und schmeckt mild.

### Mikroskopische Merkmale
Die Sporen sind spindelig geformt und messen 11 bis 16 × 4 bis 5,5 Mikrometer; das Verhältnis zwischen Länge und Breite beträgt meist mehr als 3,2. Die keuligen Basidien sind 25 bis 35(40) × 7 bis 10 Mikrometer groß. Die Zystiden sind spindelig bis flaschenförmig und an der Spitze abgerundet; sie messen 35 bis 60 × 7 bis 11 Mikrometer. Die Hutdeckschicht besitzt aufgerichtete Hyphenenden mit gelbbräunlichen Endzellen. Diese sind lang und dünn (40×15 Mikrometer).

## Artabgrenzung
Die Ziegenlippe hat viele Erscheinungsformen und ist daher nicht immer leicht zu erkennen. Ähnlich ist der Rotfußröhrling (Xerocomellus chrysenteron), wenn er wenig Rottöne aufweist. Dieser hat jedoch eine mehr graubraune, zum Teil mit Rissen durchzogene Kappe, weniger leuchtende Poren und einen säuerlichen Geschmack. Außerdem unterscheidet er sich durch das kräftig rot gefärbte Stielfleisch. Der Schmarotzerröhrling (Pseudoboletus parasiticus) wächst auf dem Dickschaligen Kartoffelbovist. Weitere ähnliche Arten sind der Braune Filzröhrling (Xerocomus ferrugineus syn. Xerocomus spadiceus) und Xerocomus chrysonemus; siehe dazu den Abschnitt Systematik.

## Ökologie

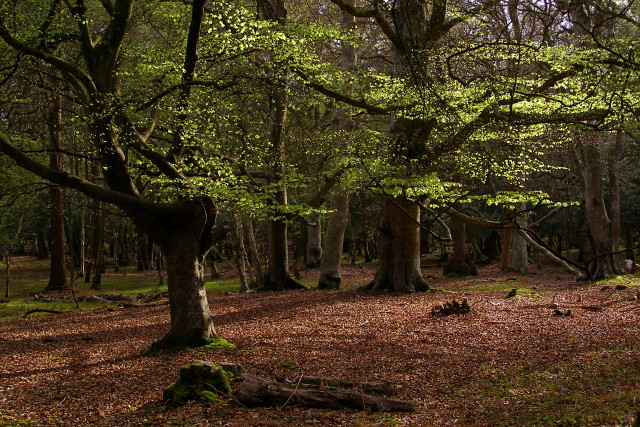
Die Ziegenlippe wächst gerne in wärmebegünstigten Buchenwäldern.

Die Ziegenlippe ist ein Mykorrhiza-Pilz von Laubbäumen, der bevorzugt in verschiedenen Rotbuchenwäldern, vor allem Hainsimsen- und Waldmeister-Buchenwälder, anzutreffen ist. Seltener kommt sie in Eichen-Hainbuchenwäldern sowie in Parks, Gärten und ähnlichen Biotopen vor.
Die Fruchtkörper erscheinen in Mittel- bis Nordeuropa im Sommer und Herbst, selten bereits im Frühjahr. Der Schwerpunkt liegt zwischen Juli und Oktober. Sie wachsen dabei eher einzeln stehend.

## Verbreitung
Die Ziegenlippe ist meridional bis boreal, eventuell auch boreo-subtropisch verbreitet. Sie ist in Nordamerika, Europa, Nordafrika, Zentralasien, Japan und vermutlich auch in Indonesien zu finden. In Europa ist die Art überall außer in den nördlichsten Regionen anzutreffen. In Deutschland ist sie recht gleichmäßig verbreitet, wobei sie im Süden offenbar etwas häufiger ist.

## Systematik
Im Formenkreis um die Ziegenlippe werden manchmal einige weitere Arten abgegrenzt, die sich durch unterschiedliche Hutfarben, Stielbeschaffenheiten, chemische Reaktionen und Mykorrhiza-Partner unterscheiden sollen. So wurde zunächst gelegentlich der Braune Filzröhrling (Xerocomus ferrugineus syn. X. spadiceus) unterschieden. Viele Autoren sahen ihn jedoch nur als Variation der Ziegenlippe an, da Übergänge in den oben genannten Unterscheidungsmerkmalen beobachtet wurden. Molekulargenetische Untersuchungen zeigten jedoch, dass es sich tatsächlich um unterschiedliche Arten handelt. Sie unterscheidet sich von der Ziegenlippe durch einen braunen, schneller verkahlenden Hut, helleres Fleisch und eine variablere Oberflächenbeschaffenheit des Stiels. Außerdem ist das Myzel an der Stielbasis kräftiger gelb gefärbt. Weiterhin wurde die Art Xerocomus chrysonemus entdeckt. Sie unterscheidet sich vor allem durch ein Länge-Breite-Verhältnis der Sporen, das meist höchstens 2,3 beträgt. Er besitzt blasses bis intensiv gelbes Fleisch und goldgelbes Basalmycel.